# Restinga (ort)
Restinga är en ort i Brasilien.   Den ligger i kommunen Restinga och delstaten São Paulo, i den sydöstra delen av landet, 500 km söder om huvudstaden Brasília. Restinga ligger 910 meter över havet och antalet invånare är 6 587.
Terrängen runt Restinga är platt åt nordväst, men åt sydost är den kuperad. Runt Restinga är det ganska glesbefolkat, med 31 invånare per kvadratkilometer.. Närmaste större samhälle är Franca, 11,1 km nordost om Restinga.
Omgivningarna runt Restinga är en mosaik av jordbruksmark och naturlig växtlighet.